# Sunn O)))
Sunn O))) (simplement prononcé comme le mot anglais sun) est un groupe de drone metal américain, originaire de Seattle. Formé en 1998 par Stephen O'Malley, membre de Khanate et de Burning Witch (en), et Greg Anderson, membre de Goatsnake, le groupe incorpore des éléments du dark ambient, du metal, et du doom metal dans sa musique, mais reste tout de même un groupe de drone. Sunn O))) se forme en hommage à Earth, groupe aux sons très similaires, pionnier du mouvement drone metal.

## Biographie

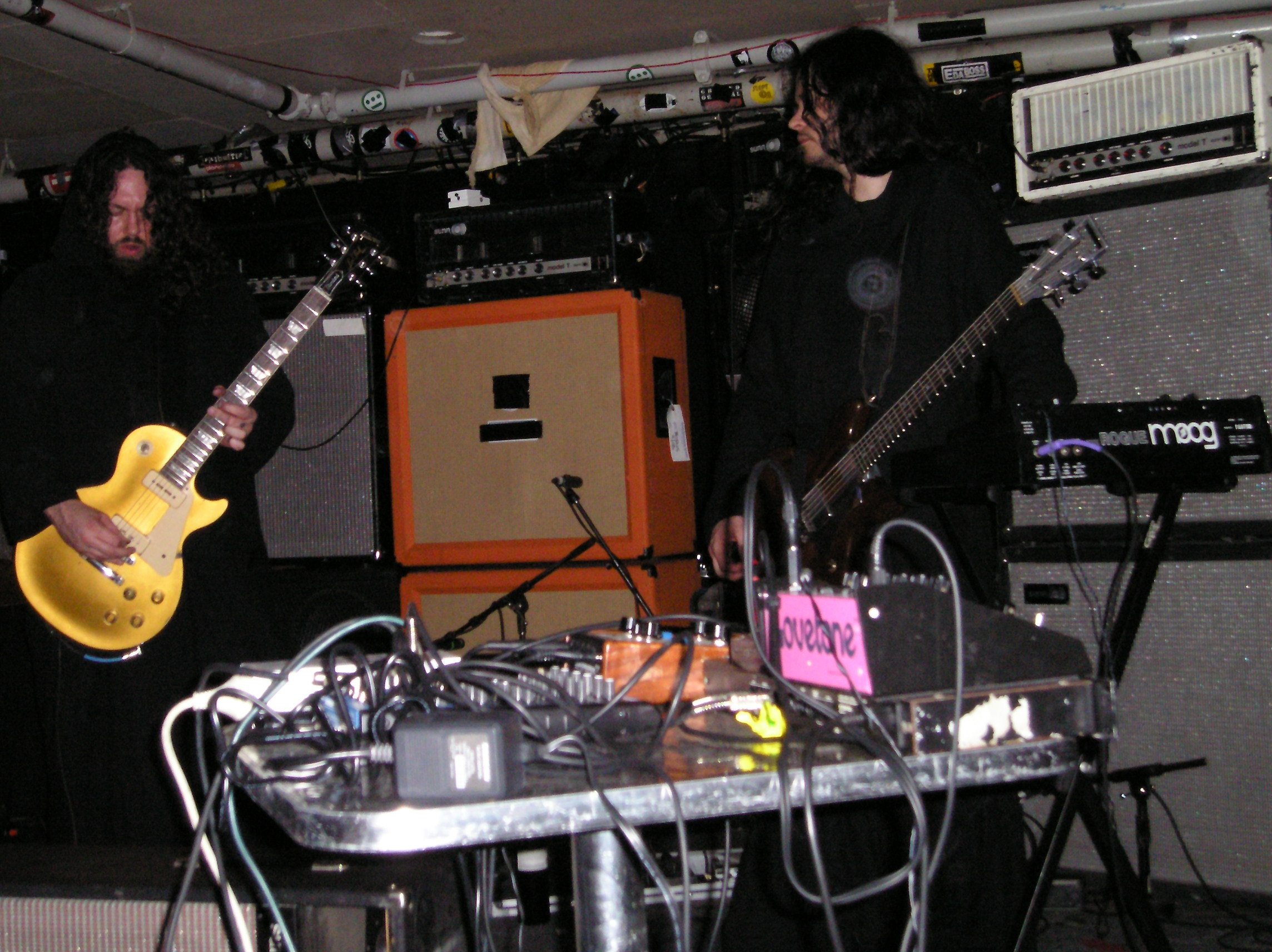
Sunn O))) pendant l'un de leurs concerts en 2006.

O'Malley et Anderson se rencontrent à Seattle, aux États-Unis, en 1991, quand ils étaient respectivement au lycée et à l'université. Le nom du groupe, Sunn O))), vient de la marque d'amplificateurs Sunn, dont le logo est constitué du mot sunn à la gauche d'un cercle avec plusieurs vagues qui s'étendent vers la droite. Une interprétation littérale du logo donne Sunn O))). Le groupe utilise ce logo dans la couverture de beaucoup de leurs albums. Dans plusieurs interviews, Stephen O'Malley déclare que le nom est aussi choisi par rapport au nom du groupe Earth, argumentant que « Sunn O))) tourne autour de Earth » (littéralement « le Soleil tourne autour de la Terre »). Avant l'arrivée des membres du groupe à Los Angeles, le duo se nommait Mars, un autre hommage à Earth. Le son de Sunn O))) est extrêmement lourd et lent, utilisant des guitares bourdonnantes accompagnées de larsens et d'autres effets pour créer leur atmosphère sonore. Il y a très peu de batterie ou de percussions et la musique ne possède pas de rythme discernable. Lorsqu'il se produit en live, le groupe porte de longues capes à capuches, utilise des fumigènes et joue à un volume extrêmement élevé.
Le groupe fait paraître la plupart de ses albums au label qu'ils fondent en 1998, Southern Lord Records. Néanmoins, ils font paraître le 26 juin 2000, ØØ Void, leur second album, avec Rise Above Records, Hydra Head Records, et Dirter Productions. La version de Dirter Productions est une version spéciale enregistrée avec Outlaw Recordings, et l'album est réédité par Southern Lord Records en 2004. Depuis l'album Flight of the Behemoth (avec comme invité Masami Akita alias Merzbow), Sunn O))) s'essaye à une grande variété de sons, allant plus loin que le style guitare-basse de The Grimmrobe Demos et ØØ Void. Sur White1 et White2, Sunn O))) s'étend sur la conceptualisation en invitant plusieurs autres musiciens à collaborer, donnant un résultat allant de sons ambiants, calmes, et méditatifs (A Shaving of the Horn that Speared You de White1) à une piste bizarre expérimentant la basse (bassAliens de White2). Black One continue dans cette direction (des invités comme John Wiese et Oren Ambarchi venant de la scène expérimentale électronique ou bruitiste), utilisant beaucoup plus de sons électroniques, de synthèse et d'autres instrumentations que dans les débuts de Sunn O))), mais marque tout de même un retour notable vers leur son de départ. Contrairement à la plupart des artistes de la scène drone metal et dark ambient, ils jouissent d'une certaine popularité, et sont généralement reconnus[Par qui ?] comme les leaders du genre[réf. nécessaire].
Le 18 mai 2009 paraît l'album studio Monoliths and Dimensions sur Southern Lord Records. Cet album pousse les expérimentations sonores plus loin, en s'écartant toujours plus du doom originel de Sunn O))) et en intégrant de nombreux invités (notamment Oren Ambarchi, Dylan Carlson, Attila Csihar et Stuart Dempster) et plusieurs instruments classiques : violon, contrebasse, piano, trombone, clarinette ou encore de la cornemuse. Le 17 décembre 2009, la chanson Hunting & Gathering (Cydonia) de l'album est nommée chanson la plus heavy de tous les temps par Jason Ellis au The Jason Ellis Show sur Sirius/XM.
Le 10 février 2014 paraît un album en collaboration avec le groupe de musique expérimentale Ulver, sous le titre de Terrestrials. Cet album est le fruit d'une session d'enregistrement de titres en totale improvisation en studio à Oslo, Norvège, en 2008. En octobre 2014, ils font paraître l'album Soused, une collaboration avec l'auteur-interprète Scott Walker.
En juillet 2018, le groupe enregistre durant deux semaines avec Steve Albini aux studios 606 à Northridge en Californie. La session est plus productive que prévu et le groupe décide de produire deux albums avec les enregistrements. Ils sortent tous les deux en 2019, Life Metal en avril et Pyroclasts en octobre.

## Discographie

### Albums studio
- 2000 : ØØ Void
- 2002 : Flight of the Behemoth
- 2003 : White1 (en)
- 2004 : White2 (en)
- 2005 : Black One (en)
- 2009 : Monoliths & Dimensions (en)
- 2015 : Kannon (en)
- 2019 : Life Metal (en)
- 2019 : Pyroclasts (en)

### Demos
- 1999 : The Grimmrobe Demos
- 2012 : Rehearsal Demo Nov 11 2011
- 2014 : LA Reh 012
- 2018 : Downtown LA Rehearsal / Rifftape March 1998

### EP
- 2003 : Veils It White
- 2004 : Cro-Monolithic Remixes for an Iron Age
- 2005 : Candlewolf of the Golden Chalice
- 2007 : Oracle

### Albums live
- 2003 : The Libations of Samhain
- 2004 : Live White
- 2004 : Live Action Sampler
- 2006 : La Mort Noir Dans Esch/Alzette
- 2008 : Dømkirke
- 2009 : Live At Primavera Sound Festival 2009 On WFMU
- 2009 : Grimmrobes Live 101008
- 2011 : Agharti Live 09-10

### Splits et collaborations
- 2006 : AngelComa split single avec Earth, LP
- 2006 : Altar en collaboration avec Boris, CD 2006, 2xCD, 3x33 t)
- 2009 : Che avec Pan Sonic, Stephen Burroughs, et Alan Vega, LP
- 2011 : The Iron Soul Of Nothing' avec  Nurse With Wound
- 2014 : Terrestrials en collaboration avec Ulver, LP
- 2014 : Soused en collaboration avec Scott Walker

### Coffrets
- 2006 : WHITEbox (coffret de quatre rééditions sur vinyle 33 tours des albums White1 et White2, limité à 450 exemplaires, contenant les deux versions de la chanson ECAY et une piste bonus, CUT WOODeD)